# Nl

nl — UNIX-утилита, выводящая указанный файл на стандартный вывод, добавляя номера строк.
Если файл не задан или задан как -, читает стандартный ввод. Использование: nl [КЛЮЧ]… [ФАЙЛ]…

## Параметры запуска
| Параметр | Параметр                  | Значение                                                      |
| -------- | ------------------------- | ------------------------------------------------------------- |
| -b       | --body-numbering=СТИЛЬ    | использовать СТИЛЬ нумерования строк тела                     |
| -d       | --section-delimiter=СС    | использовать СС для разделения логических страниц             |
| -f       | --footer-numbering=СТИЛЬ  | использовать СТИЛЬ нумерования строк нижнего колонтитула      |
| -h       | --header-numbering=СТИЛЬ  | использовать СТИЛЬ нумерования строк верхнего колонтитула     |
| -i       | --page-increment=ЧИСЛО    | шаг увеличения номеров строк                                  |
| -l       | --join-blank-lines=ЧИСЛО  | заданное ЧИСЛО пустых строк считать одной                     |
| -n       | --number-format=ФОРМАТ    | использовать ФОРМАТ для номеров строк                         |
| -p       | --no-renumber             | не начинать нумерацию заново после каждой логической страницы |
| -s       | --number-separator=СТРОКА | добавлять СТРОКУ после номера                                 |
| -v       | --first-page=ЧИСЛО        | первый номер строки для каждой логической страницы            |
| -w       | --number-width=ЧИСЛО      | использовать заданное ЧИСЛО столбцов для номеров строк        |
|          | --help                    | показать справку и выйти                                      |
|          | --version                 | показать информацию о версии и выйти                          |